# Landkreis Miltenberg
Landkreis Miltenberg er en landkreis i den vestlige del af det bayerske Regierungsbezirk Unterfranken. Nabokreise er mod nord Landkreis Aschaffenburg og den kreisfri by Aschaffenburg, mod øst Landkreis Main-Spessart og  Main-Tauber-Kreis i Baden-Württemberg, mod syd Neckar-Odenwald-Kreis ligeledes i Baden-Württemberg, og mod vest  Odenwaldkreis og Landkreis Darmstadt-Dieburg i delstaten Hessen.

## Geografi
Landkreis Miltenberg er mod syd og vest en del af Odenwald og i nordøst af Spessart. Begge  Mittelgebirgelandskaber præger kreisområdet som er delt af floden Main og dens dale. Main kommer fra øst ved Faulbach til  området, hvor den danner grænse til Baden-Württemberg. Vest for Freudenberg drejer den mod vest  ind i området, og løber fra  Miltenberg mod nord, og forlader nord for Niedernberg og Sulzbach kreisen med retning mod Aschaffenburg. Landskabet ved Main kaldes her Untermain-Ebene. Alle byerne, på nær  Amorbach ligger i Maindalen, der siden slutningen af det 19. århundrede har udviklet sig til en industri-, trafik- og handelsakse i nutidens landkreis. Main er som forbindelsesled mellem floderne Rhinen og Donau af stor betydning for den europæiske indlandsskibsfart.

## Byer og kommuner
Kreisen havde 128756  indbyggere pr.  2018-12-31

| Byer 1. Amorbach (3990) 2. Erlenbach am Main (10227) 3. Klingenberg am Main (6160) 4. Miltenberg (9355) 5. Obernburg am Main (8712) 6. Stadtprozelten (1541) 7. Wörth am Main (4683) Købstæder (markt) 1. Bürgstadt (4217) 2. Elsenfeld (9238) 3. Eschau (3809) 4. Großheubach (5046) 5. Kirchzell (2221) 6. Kleinheubach (3769) 7. Kleinwallstadt (5778) 8. Mönchberg (2562) 9. Schneeberg (1777) 10. Sulzbach a.Main (7230) 11. Weilbach (2188) Kommuner 1. Altenbuch (1225) 2. Collenberg (2442) 3. Dorfprozelten (1755) 4. Eichenbühl (2478) 5. Faulbach (2547) 6. Großwallstadt (4088) 7. Hausen (1872) 8. Laudenbach (1454) 9. Leidersbach (4747) 10. Mömlingen (4897) 11. Neunkirchen (1460) 12. Niedernberg (4937) 13. Röllbach (1639) 14. Rüdenau (712) | Verwaltungsgemeinschafte 1. Erftal med administration i Bürgstadt (Købstaden Bürgstadt og kommunen Neunkirchen) 2. Kleinheubach (Købstaden Kleinheubach, kommunerne Laudenbach og Rüdenau) 3. Kleinwallstadt (Købstaden Kleinwallstadt og kommunen Hausen) 4. Mönchberg (Markt Mönchberg og kommunen Röllbach) 5. Stadtprozelten (Byen Stadtprozelten og kommunen Altenbuch) Kommunefri områder (39,94 km²) 1. Altenbucher Forst (24,51 km²) 2. Forstwald (4,11 km²) 3. Hohe Berg (0,62 km²) 4. Hoher Berg (3,31 km²) 5. Hohe Wart (4,68 km²) 6. Kollenberger Forst (2,72 km²) |